# 닝하오

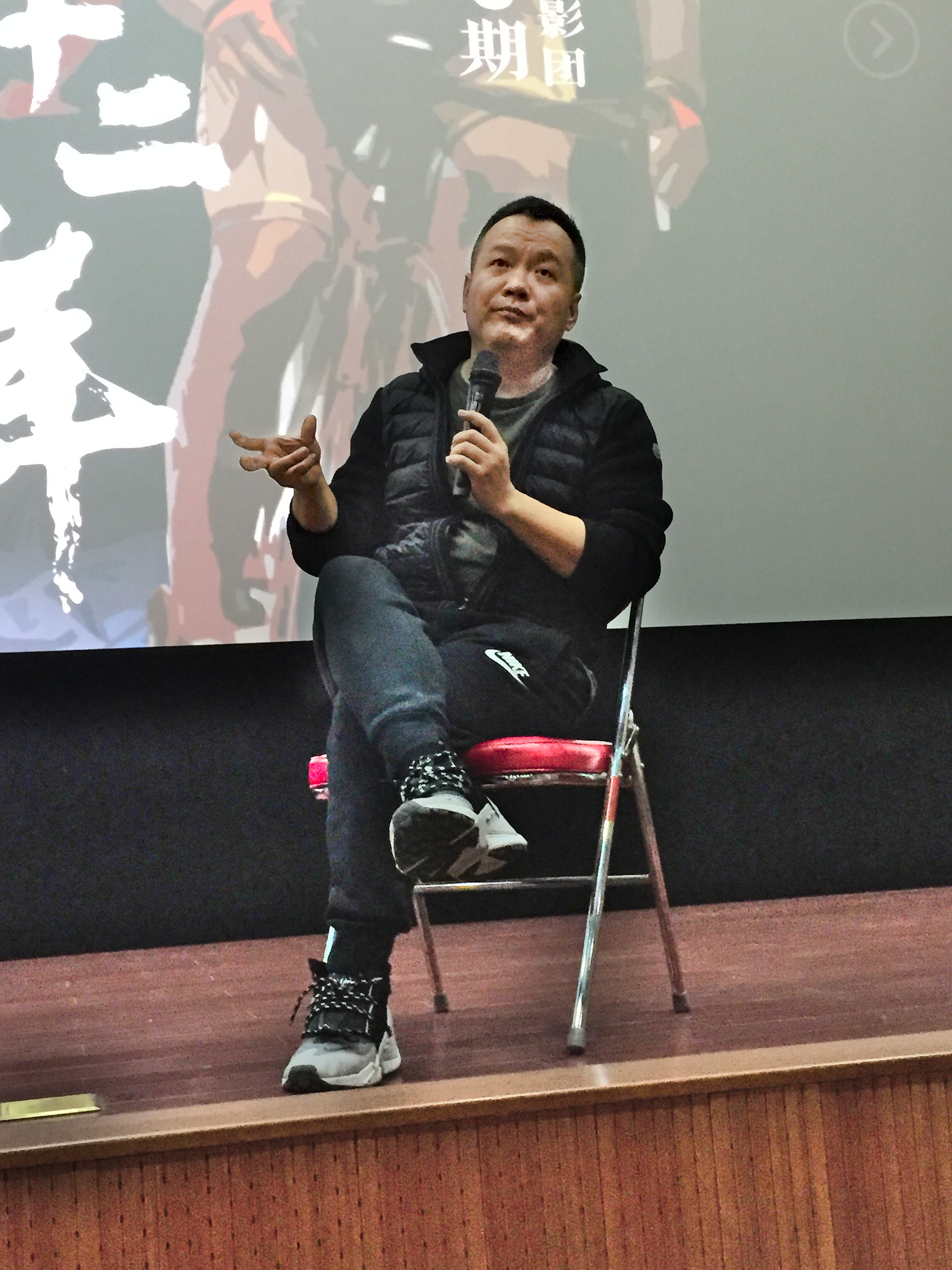

닝하오(寧浩,녕호,Ning Hao, 1977년 9월 9일 ~ )는 중화인민공화국의 각본가, 영화 감독, 영화배우이다.
타이위안시에서 태어났다.

## 영화
- 풍광적외성인 (2019년)
- 나는 약신이 아니다 (2018년)
- 내 여자친구는 천사 (2017년)
- 노 맨즈 랜드 (2014년)
- 브레이크업 버디즈 (2014년)
- 무인구 (2012년)
- 황금대겁안 (2012년)
- 심플 라이프 (2011년) - 본인 역
- 신검전설 (2010년)
- 은메달리스트 (2009년)
- 기적세계 (2008년)
- 감광하일 (2007년)
- 크레이지 스톤 (2006년)
- 몽골리언 핑퐁 (2004년)
- 황금시대 (2003년)